# Marc-Antoine Gagnon
Marc-Antoine Gagnon (* 6. März 1991 in Montreal) ist ein kanadischer Freestyle-Skier. Er startet in den Buckelpisten-Disziplinen Moguls und Dual Moguls.

## Werdegang
Gagnon nahm von 2005 bis 2011 vorwiegend am Nor Am Cup teil. Dabei holte er im Februar 2011 in Val Saint-Côme seinen bisher einzigen Sieg. Im Weltcup debütierte er am 15. Januar 2011 in Mont Gabriel und belegte dabei den neunten Platz im Dual-Moguls-Wettbewerb. Bei den Weltmeisterschaften 2011 in Deer Valley kam er auf den 15. Platz im Dual-Moguls-Wettbewerb. Seine erste Weltcup-Podestplatzierung erreichte er am 18. März 2012 mit dem dritten Rang im Dual Moguls-Wettbewerb von Megève. Bei den Weltmeisterschaften 2013 in Voss belegte er den 17. Platz im Moguls und den 15. Rang im Dual Moguls.
In der Weltcupsaison 2013/14 errang Gagnon in Deer Valley den dritten Rang und in Inawashiro den zweiten Platz. Bei seiner ersten Olympiateilnahme 2014 in Sotschi wurde er Vierter im Moguls-Wettbewerb. Bei den Weltmeisterschaften 2015 am Kreischberg belegte er den fünften Platz im Moguls und gewann daraufhin im Dual-Moguls-Wettbewerb die Bronzemedaille. Im März 2015 wurde er kanadischer Meister im Dual Moguls. In der Saison 2016/17 errang Gagnon im Weltcup drei Top-10-Platzierungen, darunter Platz 2 im Dual Moguls in Deer Valley, womit er den neunten Platz im Moguls-Weltcup erreichte. Beim Saisonhöhepunkt, den Weltmeisterschaften 2017 in der Sierra Nevada, klassierte er sich als 19. im Dual Moguls und als 10. im Moguls-Wettbewerb.
Gagnon nahm bisher an 65 Weltcuprennen teil und kam dabei 34-mal unter den ersten zehn. (Stand:Saisonende 2016/17)
Bei den Olympischen Spielen 2018 verpasste er erneut im Moguls-Wettbewerb die Medaillenränge. Er belegte den vierten Rang.

## Erfolge

### Olympische Spiele
- Sotschi 2014: 4. Moguls
- Pyeongchang 2018: 4. Moguls

### Weltmeisterschaften
- Deer Valley 2011: 15. Dual Moguls
- Voss 2013: 15. Dual Moguls, 17. Moguls
- Kreischberg 2015: 3. Moguls, 5. Dual Moguls
- Sierra Nevada 2017: 10. Moguls, 19. Dual Moguls

### Weltcup
Gagnon errang im Weltcup bisher 5 Podestplätze.
Weltcupwertungen:
| Saison  | Gesamt | Gesamt | Moguls | Moguls |
| Saison  | Platz  | Punkte | Platz  | Punkte |
| ------- | ------ | ------ | ------ | ------ |
| 2010/11 | 50.    | 18     | 13.    | 202    |
| 2011/12 | 15.    | 35     | 5.     | 449    |
| 2012/13 | 26.    | 31     | 5.     | 368    |
| 2013/14 | 23.    | 33     | 6.     | 368    |
| 2014/15 | 20.    | 32     | 8.     | 290    |
| 2015/16 | 190.   | 2,75   | 39.    | 22     |
| 2016/17 | 52.    | 23,27  | 9.     | 256    |

### Weitere Erfolge
- 1 kanadischer Meistertitel (Dual Moguls 2015)
- 5 Podestplätze im Nor-Am Cup, davon 1 Sieg
- 1 Podestplatz im Australian New Zealand Cup